# Aṣa
Pour les articles homonymes, voir Asa.
Aṣa ([aʃa]), née Bukola Elemide le 17 septembre 1982 à Paris, est une auteure-compositrice-interprète franco-nigériane.

## Biographie
Après avoir vécu six ans à Paris, sa famille retourne au Nigeria et s'installe à Lagos (Aṣa a alors 2 ans). Aṣa suit les cours de l’école de musique ouverte par le saxophoniste britannique Peter King. Elle a trois frères et elle est la quatrième et seule fille de la famille.
Les influences musicales d'Aṣa se sont développées au fil des ans à partir de la collection de grandes musiques que son père avait constituées pour son travail de directeur de la photographie. Ces disques contenant des classiques de la soul américaine, nigériane et africaine, comprenaient des grands noms de la musique tels que Marvin Gaye, Fela Kuti, Bob Marley, Aretha Franklin, King Sunny Adé, Diana Ross, Nina Simone, Miriam Makeba. Aṣa s'est inspirée de la collection de la playlist de son père.
En 2004, Aṣa a rencontré son manager et ami, Janet Nwose, qui l'a présentée à Cobhams Emmanuel Asuquo, qui à son tour est devenu le producteur de son premier album studio Asa (Asha). En 2004, après avoir envoyé une maquette à l'AFAA, elle participe au projet « Assata » et revient en France pour donner des concerts,.
Fin 2006, elle signe un contrat avec le label français Naïve Records. Son premier album, auquel elle donne son nom, est enregistré et mixé par Christophe Dupouy au studio Le Chantier à Montreuil, et sort l'année suivante. Aṣa y chante en anglais et en langue yoruba, accompagnée entre autres par le flûtiste de jazz Malik Mezzadri. L'album reçoit le Prix Constantin en 2008 et se vend à plus de 300 000 exemplaires.
Après plusieurs tournées fructueuses, dont est notamment issu l'album Live in Paris et de nombreuses collaborations (Tiken Jah Fakoly, Yannick Noah), Aṣa sort un nouvel album sous le label Naïve Records intitulé Beautiful Imperfection, qu'elle compose en collaboration avec le guitariste et compositeur français Nicolas Mollard.
Son troisième album (en dehors du live) Bed of stone est sorti le 25 août 2014, son quatrième, Lucid, en 2019, et son cinquième, enregistré à Lagos, avec la participation de Wizkid, V, en février 2022.
Le 14 mai 2019, elle sort un nouveau single intitulé « The Beginning » et le 25 juin 2019, elle sort le single « Good Thing »,. Le 11 septembre 2019, elle annonce sur sa page Twitter que son nouvel album, Lucid, sortira le 11 octobre 2019. Elle a sorti un autre album le 25 février 2022 intitulé « V » mettant en vedette Wizkid, le duo nigérian de highlife - The Cavemen et une artiste ghanéenne : Amaarae.
Aṣa est une auteure compositrice nigériane, une artiste du disque et l'une des musiciennes les plus exposées du Nigéria avec une valeur nette estimée à 28 millions de dollars.

## Discographie

### Albums
- 2007 : Aṣa (Naïve)
- 2009 : Live in Paris
- 2010 : Beautiful Imperfection
- 2014 : Bed of stone
- 2019: Lucid
- 2022: V (feat. Wizkid)[9].

### Chansons
- 2007 : Fire On The Mountain (Naïve Records)
- 2008 : Jailer
- 2010 : Be My Man
- 2011 : Why Can't We
- 2011 : Hello en duo avec Yannick Noah
- 2011 : Bimpé
- 2014 : Dead Again
- 2015 : Satan Be Gone
- 2015 : Eyo

## Distinctions
- Prix Constantin en 2008 pour l’album Aṣa
- Nomination Artiste Féminine de l'Année aux Victoires de la musique en 2011
- Nomination Album de musiques du monde aux Victoires de la musique en 2015 pour son album Bed of stone